# TAG 25
Der Dieseltriebwagen TAG 25 der Tegernseebahn (TAG) wurde 1940 von der Maschinenfabrik Esslingen hergestellt. Er verkehrte bis 1966 bei der Tegernseebahn und wurde dann an die SWEG Südwestdeutsche Landesverkehrs-AG verkauft, wo er bis Mitte der 1970er Jahre in Betrieb stand. Der Triebwagen wurde 1975 ausgemustert und verschrottet.

## Geschichte
Für einen Schnellverkehr vom Bahnhof Tegernsee nach München entwarf die Tegernseebahn in den 1930er Jahren gemeinsam mit der Deutschen Reichsbahn und der Maschinenfabrik Esslingen diesen dieselmechanischen Triebwagen, der für 110 km/h Höchstgeschwindigkeit zugelassen war. Auf Grund seiner breiten Fenster und der gehobenen Ausstattung war er auch für Ausflugsfahrten geeignet.
Die Auslieferung des Triebwagens zog sich bis zum 15. September 1940 hin. Da durch den Zweiten Weltkrieg der Dieselkraftstoff bereits rationiert war, wurde der Triebwagen noch vor der Inbetriebsetzung für den Treibgas-Betrieb umgerüstet. Auf dem Dach des blau-weiß gestrichenen Wagens wurden daher acht Flüssiggasflaschen montiert. Der Triebwagen wurde auf dem gleichen Niveau wie die damaligen Schnelltriebwagen geführt. Bald nach seiner Inbetriebnahme reichte seine Platzkapazität nicht mehr aus, sodass er mit Beiwagen verkehrte. 1943 wurde der Triebwagen kriegsbedingt abgestellt.
Nach Kriegsende wurde der als TAG 25 bezeichnete Triebwagen wieder auf Dieselbetrieb zurückgebaut und ab 1950 bis Mai 1966 wieder zwischen Tegernsee und München Holzkirchener Bahnhof eingesetzt. Während der 19 Dienstjahre hatte er 1.144.349 km zurückgelegt.

## SWEG Südwestdeutsche Landesverkehrs-AG VT 105
Da er ab 1966 nicht mehr benötigt wurde, wurde der Triebwagen in diesem Jahr an die Südwestdeutsche Landesverkehrs-AG verkauft und als VT 105 bezeichnet. Mit Gesellschaftsfahrten von Kandern, später von Staufen sowie ab 1968 von Wiesloch war er auf längeren Strecken eingesetzt. Ab den 1970er Jahren wurde der Triebwagen immer störanfälliger und nach mehreren gescheiterten Reparaturversuchen 1975 in Wiesloch abgestellt. 1977 wurde er in Menzingen verschrottet.

## Konstruktive Merkmale
Der Vierachser war in Stahlleichtbauweise nach der Spantenbauart hergestellt. Ursprünglich besaß er in den Stirnseiten je eine Übergangstür und eine auch als Schneepflug verwendbare Schürze. Die Übergangstür wurde nach dem Krieg entfernt.
Der Triebwagen besaß an den Endseiten je einen Führerstand. An den einen Führerstand schloss sich ein Abteil mit 12 Sitzplätzen der 2. Klasse an, das über einen Seitengang erreichbar war. Auf der anderen Wagenseite befand sich hinter dem Führerstand ein Gepäckraum und ein Seitenabteil mit 6 Sitzplätzen der 2. Klasse.
An diese Abteile schlossen die Einstiegsräume an, wo die Toiletten untergebracht waren. Zwischen den Einstiegsräumen waren zwei gleich große Großraumabteile für Raucher und Nichtraucher in der 3. Klasse mit je 56 Sitzplätzen vorhanden, die durch einen Mittengang unterteilt waren. Bei Sitzplatzanordnung und Raumaufteilung änderten sich später die Wagenklasse in 1./2. Wagenklasse.
Die Maschinenanlage war unter diesen Großraumabteilen in einem separaten Rahmen gelagert, sie bestand ursprünglich aus je einem 8-Zylinder-Viertakt-Dieselmotor, die als Boxermotor ausgebildet waren, sie gaben ihre Kraft auf je ein Mylius-Getriebe mit vier Gängen ab. Von diesem wurden über Gelenkwellen die inneren Achsen der Drehgestelle angetrieben. Über die Anzahl der angetriebenen Achsen gibt es unterschiedliche Aussagen: einerseits werden alle Achsen als angetrieben bezeichnet, bei einer anderen Quelle wird die Achsfolge (1A)(A1) angegeben.